# Romazières
Romazières is een gemeente in het Franse departement Charente-Maritime (regio Nouvelle-Aquitaine) en telt 70 inwoners (2009). De plaats maakt deel uit van het arrondissement Saint-Jean-d'Angély.

## Geografie
De oppervlakte van Romazières bedraagt 9,0 km², de bevolkingsdichtheid is dus 7,8 inwoners per km².
De onderstaande kaart toont de ligging van Romazières met de belangrijkste infrastructuur en aangrenzende gemeenten.

## Demografie
Onderstaande figuur toont het verloop van het inwonertal (bron: INSEE-tellingen).